# FOXE3
FOXE3 (англ. Forkhead box E3) – білок, який кодується однойменним геном, розташованим у людей на короткому плечі 1-ї хромосоми.  Довжина поліпептидного ланцюга білка становить 319 амінокислот, а молекулярна маса — 33 234.
| 10         |  | 20         |  | 30         |  | 40         |  | 50         |
| ---------- |  | ---------- |  | ---------- |  | ---------- |  | ---------- |
| MAGRSDMDPP |  | AAFSGFPALP |  | AVAPSGPPPS |  | PLAGAEPGRE |  | PEEAAAGRGE |
| AAPTPAPGPG |  | RRRRRPLQRG |  | KPPYSYIALI |  | AMALAHAPGR |  | RLTLAAIYRF |
| ITERFAFYRD |  | SPRKWQNSIR |  | HNLTLNDCFV |  | KVPREPGNPG |  | KGNYWTLDPA |
| AADMFDNGSF |  | LRRRKRFKRA |  | ELPAHAAAAP |  | GPPLPFPYAP |  | YAPAPGPALL |
| VPPPSAGPGP |  | SPPARLFSVD |  | SLVNLQPELA |  | GLGAPEPPCC |  | AAPDAAAAAF |
| PPCAAAASPP |  | LYSQVPDRLV |  | LPATRPGPGP |  | LPAEPLLALA |  | GPAAALGPLS |
| PGEAYLRQPG |  | FASGLERYL  |  |            |  |            |  |            |

A: Аланін

C: Цистеїн

D: Аспарагінова кислота

E: Глутамінова кислота

F: Фенілаланін

G: Гліцин

H: Гістидин

I: Ізолейцин

K: Лізин

L: Лейцин

M: Метіонін

N: Аспарагін

P: Пролін

Q: Глутамін

R: Аргінін

S: Серин

T: Треонін

V: Валін

W: Триптофан

Задіяний у таких біологічних процесах як транскрипція, регуляція транскрипції, поліморфізм. 
Білок має сайт для зв'язування з ДНК. 
Локалізований у ядрі.